# Cerro de Piedra
Cerro de Piedra är en ort i Mexiko.   Den ligger i kommunen Acapulco de Juárez och delstaten Guerrero, i den södra delen av landet, 300 km söder om huvudstaden Mexico City. Cerro de Piedra ligger 45 meter över havet och antalet invånare är 1 487.
Terrängen runt Cerro de Piedra är huvudsakligen platt, men åt nordost är den kuperad. Runt Cerro de Piedra är det tätbefolkat, med 397 invånare per kvadratkilometer. Närmaste större samhälle är Amatillo, 6,2 km nordväst om Cerro de Piedra. I omgivningarna runt Cerro de Piedra växer i huvudsak lövfällande lövskog.